# Pamplona spatulata
Pamplona spatulata är en insektsart som beskrevs av Young 1977. Pamplona spatulata ingår i släktet Pamplona och familjen dvärgstritar. Inga underarter finns listade i Catalogue of Life.